# Faktum
Faktum (av latin factum, av facere ”att göra”), plural fakta, avser inom till exempel filosofi ett faktiskt föreliggande sakförhållande.
Inom filosofin skiljer man på objektiva faktum och subjektiva värden. Vidare skiljer man på givna och säkra faktum och teorier som är tolkningar av fakta. För att något ska anses vara ett faktum måste det kunna falsifieras och beskrivas med en sann påståendesats.